# Львіввугілля
ДП «Львіввугі́лля» — державне підприємство вугільної промисловості України. Утворене у 1998 (січні 1999) року шляхом поділу виробничого об'єднання «Укрзахідвугілля» на два об'єднання: «Львіввугілля» і «Волиньвугілля».
Включає 6 діючих шахт, які видобувають енергетичне вугілля. До ДП «Львіввугілля» входить 10 допоміжних підприємств, де працюють 8 тисяч осіб.
Адреса: 80000, вул. Хмельницького, 26, м. Сокаль, Львівської обл.
Промислове освоєння Львівсько-Волинського вугільного басейну було розпочате в 1950 році. 27 грудня 1957 року пішли на-гора перші тонни вугілля з надр шахти № 2 «Великомостівська». Цей день вважається початком вугільної галузі Львівщини. 3 1954 по 1964 роки в басейні введено в експлуатацію 18 шахт загальною проектною потужністю 8,9 млн. тонн, в 1965—1974 роках побудовано ще дві шахти потужністю 1,7 млн.тонн, а в 1978 році побудована шахта № 10 «Великомостівська» з проектною потужністю 2,4 млн. тонн. В вугленосній формації розвинуто до 88 пластів і пропластків вугілля. Робочої потужності (більше 60 см) досягають 30 пластів. Сумарна потужність вугільних пластів досягає більше 12 метрів.
Більшість вугільних підприємств Львівщини свої проєктні потужності освоїли достроково. Ініціатором цього почину виступив трудовий колектив другої «Великомостівської». На проєктний рубіж він вийшов протягом року роботи. За шістдесятилітню історію трудові шахтарські колективи Прибужжя видали із земних надр понад 350 млн тонн вугілля та пройшли 3205 км гірничих виробок.

### Хроніка Львівського басейну
- Перші прогнози щодо кам'яновугільних покладів у Львівсько-Волинському басейні, їхнього складу та умов залягання зробив у 1912 році російський вчений М. Тетяєв. Він не тільки передбачив існування нового басейну, а й науково обґрунтував характер його вугленосності.
- Через двадцять років прогнози М. Тетяєва отримали підтвердження й подальший розвиток у дослідженнях видатного польського вченого-геолога Яна Самсоновича. У 1938 році під його керівництвом розпочали буріння поодиноких свердловин.
- У 1940 році для проведення геологорозвідувальних робіт організували трест «Львіввуглерозвідка». Роботу перервала війна.
- У 1945 році трест «Львіввуглерозвідка» поновив свою діяльність.
- У 1951 році, за згодою з Польською Народною Республікою, Кристинопіль разом з Белзом і навколишньою територією увійшли до складу УРСР.
- У листопаді 1951 року закладено фундаменти перших будинків на околиці Кристинополя — нині місто Шептицький.
- Через рік, у серпні 1952-го, прохідники почали прокладати шахту № 1 «Великомостівська».
- У наступні два роки з'явилися будмайданчики другої, третьої, четвертої та п'ятої «Великомостівських» шахт.
- У 1955 році таких будмайданчиків було вже вісім.
- Пам'ятним для червоноградців став серпень 1956 року. Сюди прибув перший секретар ЦК КПРС М. С. Хрущов. Як свідчать очевидці, він спускався в шахту, детально знайомився з умовами праці шахтобудівників. Цей приїзд Микити Сергійовича приніс і результати: виділено додаткові кошти на розвиток басейну.
- 27 грудня 1957 року гірники шахти № 2 «Великомостівська» видали на-гора перші тонни чорного золота Галичини.
- У квітні 1957 року шахтобудівникам І. Чуркіну, В. Байді, В. Борсуку присвоєно звання Героїв Соціалістичної Праці.
- 1960 рік. Завершено будівництво шахти № 5 «Великомостівська».
- 1961 рік. Стала до ладу шахта № 1 «Червоноградська».
- У липні-жовтні 1963 року колективи, очолювані М. Школяренком і М. Костіним, встановили всесоюзні рекорди продуктивності праці.
- За високі результати звання Героя Соціалістичної Праці присвоєно М. Кирилову та С. Гапону.
- 1967 рік. Бригада прохідників М. Кирилова з третьої «Великомостівської» встановила рекорд басейну: за рік пройдено 2000 метрів гірничих виробок.
- 1970 рік. Стала до ладу шахта № 7 «Великомостівська» (нині — «Зарічна»).
- 1971 рік. Звання Героя Соціалістичної Праці присвоєно бригадиру ГРОВ А. Акімову, бригадиру ГРОВ шахти № 6 «Великомостівська» В. Грибуну, бригадиру ГРОВ шахти № 3 «Великомостівська» Г. Сироті.
- Жовтень 1971 року. Введено в експлуатацію шахту № 2 «Червоноградська» з виробничою потужністю 900 тисяч тонн вугілля на рік.
- 1973 рік. Гірники Червонограда вперше видобули 10 мільйонів тонн вугілля за рік.
- 30 грудня 1978 року дала перше вугілля шахта № 10 «Великомостівська» з проектною потужністю 2,4 мільйона тонн. Це — найбільше підприємство басейну.
- 25 січня 1980 року здано в експлуатацію Центральну збагачувальну фабрику «Червоноградська» — одну з найбільших в Європі.
- Серпень 1990 року. 40 гірникам присвоєно звання «Почесний шахтар», 105 осіб нагороджено відомчими знаками «Шахтарська слава», 64 — знаком «Відмінник соцзмагання», 80 осіб удостоєно Почесних грамот Мінвуглепрому.
- 1992 рік. Працівники апарату ВО «Укрзахідвугілля» склали присягу на вірність Україні.
- 1995 рік. Наказом міністра вугільної промисловості шахта № 1 «Червоноградська» була включена в перелік підприємств, які підлягають закриттю.
- Червень 1997 року. На Вічевій площі Червонограда (нині Шептицький) обидві шахтарські профспілки провели масову акцію — протест проти хронічного зволікання з виплатою зарплати. Символічна труна із шахтарською каскою зверху найкраще відтворила стан цієї «хвороби».
- Вересень 1999 року. Відбулася зустріч Президента України Леоніда Кучми з шахтарями Червонограда. Гостю вручено шахтарську каску.
- Серпень 2000 року. В ДХК «Львіввугілля» відкрито музей «Шахтарська слава».
- Листопад 2000 року. Згідно з наказом генерального директора, голови правління вуглехолдинга Ярослава Наливайка місцеві шахти отримали нові назви.
- № 1 «Великомостівська» — «Великомостівська»
- № 2 «Великомостівська» — «Бендюзька»
- № 3 «Великомостівська» — «Межирічанська»
- № 4 «Великомостівська» — «Відродження»
- № 5 «Великомостівська» — закрита
- № 6 «Великомостівська» — «Лісова»
- № 7 «Великомостівська» — «Зарічна»
- № 8 «Великомостівська» — «Візейська»
- № 9 «Великомостівська» — «Надія»
- № 10 «Великомостівська» — «Степова»
- № 2 «Червоноградська» — «Червоноградська»
- 2006 рік. 40 років відзначив Червоноградський гірничо-будівельний ліцей, який готує робітничі кадри для місцевих шахт.
- 50 років минуло відтоді, як вийшов перший номер газети «Гірник». Творчий колектив із цією датою привітав міністр вугільної промисловості Сергій Тулуб.
- Вперше на державному рівні 25 серпня День шахтаря святкували у Львові.
- 35-річчя відзначила одна з найпотужніших і найперспективніших шахт ДП «Львіввугілля» «Червоноградська».
- 2007 рік. Звання Герой України з врученням ордена Держави присвоєно Руденку Сергію Євсієвичу — начальнику дільниці шахти «Відродження».

### Коротко про шахти
Шахта № 1 «Великомостівська» («Великомостівська» 1952—1958 рр.) Проектна потужність — 1500 тонн вугілля на добу. Фактична — 1400—1500 тонн (450 тис. тонн на рік). Внаслідок складних гірничо-геологічних умов проектна потужність була освоєна в 1972 році.
Шахта № 2 «Великомостівська» («Бендюзька» 1953—1957 рр.) Проектна потужність — 1500 тонн вугілля на добу. Цього показника колектив підприємства досяг у рекордно короткий строк — за один рік. Фактичний середньодобовий видобуток вугілля становив 2000—2200 тонн. Шахта працювала стабільно, достроково виконуючи річні плани. У 2005 році шахта припинила видобувати вугілля і у 2006 році була ліквідована.
Шахта № 3 «Великомостівська» («Межирічанська» 1954—1959 рр.) Порівняно з іншими шахтами Червонограда вона знаходилась у кращих гірничо-геологічних умовах. Проектну потужність — 2500 тонн вугілля на добу — колектив шахти освоїв достроково і у 1972 році щодоби видобував понад 4000 тонн палива. Шахта першою з вугільних підприємств Львівського басейну почала працювати рентабельно. Саме тут народились передові методи організації праці та технології видобутку вугілля. Рекордним став 1978 рік — гірники видали на-гора 1 млн 472 тис. тонн вугілля.
Шахта № 4 «Великомостівська» («Відродження» 1955—1961 рр.) Проектна потужність — 2500 тонн вугілля на добу. На цій шахті з перших днів роботи склалися важкі умови у зв'язку з наявністю в ній газу метану. У 1962 році було проведено велику роботу для поліпшення вентиляції та дегазації підприємства. І у 1965 році була освоєна потужність шахти. Щодоби на-гора йшло понад 3200 тонн палива.
Шахта № 5 «Великомостівська» (1954—1960 рр.) Проектна потужність — 2000 тонн вугілля на добу. Колектив підприємства освоїв її достроково. У 1967 році шахту було реконструйовано і переведено на комплексну механізацію та автоматизацію. Через 40 років, а саме у 2000 році, шахта була реструктуризована.
Шахта № 6 «Великомостівська» («Лісова» 1955—1963 рр.) Проектна потужність — 2000 тонн вугілля на добу. Однак освоєнню її, як і на четвертій «Великомостівській», заважало активне виділення газу. Після реконструкції системи вентиляції гірники не тільки успішно вийшли на проектну потужність, але й значно перекрили її. Більшість основних виробничих процесів на цьому підприємстві було автоматизовано та механізовано. На шахті впроваджували у виробництво гідрофіковані видобувні комплекси КМ-87 та КМК-97.
Шахта № 7 «Великомостівська» («Зарічна» 1956—1970 рр.) Будівництво розпочато у 1956 році. На деякий час воно було законсервоване, а згодом знову продовжене. До ладу шахта стала 4 квітня 1970 року з виробничою потужністю 800 тисяч тонн вугілля на рік. До 1982 року на шахті з року в рік зростали темпи вуглевидобутку, покращувались техніко-економічні показники. Свою виробничу діяльність шахта припинила з січня 2015 року і на даний час знаходиться у процесі ліквідації.
Шахта № 8 «Великомостівська» («Візейська» 1955—1960 рр.) Проектна потужність — 2000 тонн вугілля на добу. Гірничо-геологічні умови довгий час не дозволяли колективу взяти цей рубіж. Однак у 1965 році проектну потужність було освоєно, а згодом і значно перекрито. У 1985 році був найбільший річний вуглевидобуток — 1 млн 200 тис. 226 тонн. Вуглевидобуток припинився 1 липня 2009 року, а у 2015 році шахта вийшла зі складу ДП «Львіввугілля».
Шахта № 9 «Великомостівська» ("ПАТ «Шахта Надія» 1955—1962 рр.) Проектна потужність — 1500 тонн вугілля на добу була освоєна менше ніж за півтора року. У 1965 році на цій шахті, першій серед вугільних підприємств, було проведено економічний експеримент. По суті це було опробування нових умов планування та економічного стимулювання. Експеримент пройшов вдало, дозволивши колективу підприємства поліпшити усі техніко-економічні показники, значно перекрити проектну потужність шахти. З 2003 року  «Надія» вийшла зі складу тоді ще ДХК «Львіввугілля» й дотепер працює самостійно.
Шахта № 1 «Червоноградська» (1955—1961 рр.) Проектна потужність — 2000 тонн вугілля на добу. Через складні гірничо-геологічні умови колектив шахти був змушений працювати тільки в одному крилі, розробляючи одне вугільне поле. Лише після впровадження ряду організаційно-технічних заходів та переводу шахти, за прикладом дев'ятої «Великомостівської», на нові умови планування, проектну потужність у 1965 році було освоєно і перекрито. 55-літня історія шахти закінчилася у 1996 році.
Шахта № 2 «Червоноградська» («Червоноградська» 1956—1971 рр.) Будівництво було перервано в 1959 році і перебувало на консервації до 1963 року, згодом відновилося, однак вже за зміненим проектом. Шахта була введена в експлуатацію у листопаді 1971 року з проектною потужністю — 900 тис. тонн вугілля на рік. Середньодобова виробнича потужність становила 3000 тонн вугілля.
Шахта № 10 «Великомостівська» («Степова»). Будівництво шахти було започатковане в 1964 році. Її потужність на початку була визначена в 1,5 млн тонн вугілля на рік, а згодом скоригована до 2,4 млн тонн. У 1978 році шахта була здана в експлуатацію. Це найпотужніша шахта басейну з добовим навантаженням до 2000 тонн. Цим підприємством завершилося будівництво вугільних шахт Львівщини.

## Підприємства
- Шахта «Великомостівська»
- Шахта «Межирічанська»
- Шахта «Відродження»
- Шахта «Лісова»
- Шахта «Степова»
- Шахта «Червоноградська»

### Закриті шахти
- 5-а Великомостівська шахта
- Шахта «Бендюзька»
- Шахта імені Лопатіна
- Шахта «Візейська»
- Шахта «Зарічна»

## Генеральні директори
- Шайтан Віктор Анатолійович — березень 2003 — березень 2005
- Гарбузюк Володимир Леонідович — березень 2005—2010
- Овчінніков Павло Віталійович в.о. — 2010 — січень 2011
- Остапенко Сергій Сергійович в.о. — січень 2011 — травень 2011
- Клюка Микола Іванович в.о. — травень 2011 — червень 2013
- Солонинка Петро Іляринович в.о. — червень 2013 — вересень 2014
- Шаварський Ярослав Теодозійович в.о. — вересень 2014 — квітень 2015
- Наливайко Ярослав Михайлович в.о. — квітень 2015 — вересень 2015
- Дяченко Андрій Павлович — т.в.о. вересень 2015 — серпень 2016
- Дяченко Андрій Павлович — серпень 2016 — серпень 2017
- Акімов Олег Анатолійович в.о. — 3 серпня 2017 —